# Éomer
Éomer – postać ze stworzonej przez J.R.R. Tolkiena mitologii Śródziemia.
Był to młody dowódca, siostrzeniec Théodena, a po jego śmierci kolejny władca Rohanu. Uczestniczył w wojnie z Sarumanem i Sauronem, podczas której poznał Aragorna i innych członków Drużyny Pierścienia.
Jest jedną z ważniejszych postaci pojawiających się w Dwóch wieżach i Powrocie króla, kolejnych częściach  Władcy Pierścieni. Więcej informacji na jego temat zawierają też Dodatki do trzeciego tomu tejże powieści oraz Niedokończone opowieści.

## Éomer
Rohirrim, urodzony w 2991 roku Trzeciej Ery. Piastował godność trzeciego marszałka Marchii i uczestniczył w Wojnie o Pierścień. Od 3019 roku zasiadał na tronie Rohanu, będąc osiemnastym władcą tego królestwa. Zmarł w 63 roku Czwartej Ery.

### Pochodzenie i młodość
Był synem marszałka Éomunda ze Wschodniej Bruzdy oraz księżniczki Théodwiny, starszym bratem Éowiny. Po śmierci obojga rodziców w 3002 roku, znalazł się wraz z nią pod opieką wuja, Théodena, ówczesnego władcy Marchii. Odtąd oboje wychowywali się na królewskim dworze w Edoras.
Éomer wyrósł na silnego, wysokiego mężczyznę. Był bardzo podobny do swego ojca i tak jak on, okazał się dobrym wojownikiem i dowódcą. W 3017 roku został mianowany trzecim marszałkiem Rohanu. Jego zadaniem była obrona Wschodniej Marchii przed atakami orków z Mordoru. Był bardzo oddany Théodenowi. Wraz z zaprzyjaźnionym kuzynem, następcą tronu Théodredem, starał się umniejszać wpływ Grímy Gadziego Języka na króla. Przyjaźnie odnosił się też do Gandalfa Szarego.

### Wojna o Pierścień

#### Spotkanie z Aragornem
Podczas Wojny o Pierścień, Éomer na czele swego éoredu wyruszył przeciwko bandzie orków Uglúka. Zniszczył ten oddział w walce na obrzeżach Fangornu, 29 lutego 3019 roku), umożliwiając po części ucieczkę pojmanych Merry’ego i Pippina, członków Drużyny Pierścienia. W drodze powrotnej, spotkał Aragorna, Legolasa oraz Gimlego, podążających tropem orków. Po rozmowie z nimi, pozwolił im ruszyć dalej, na poszukiwanie hobbitów, a nawet użyczył im koni. Wróciwszy do Edoras, Éomer został oskarżony przez Grímę o złamanie królewskich rozkazów – nie powinien bowiem wyprowadzać żadnych oddziałów z okolic stolicy i puszczać obcych wolno. W gruncie rzeczy oskarżenia te były sprzeczne z przyjętymi normami, wedle których marszałek miał prawo swobodnego dysponowania swoim éoredem. Ostatecznie syn Éomunda został uwięziony, ponieważ groził Gadziemu Językowi śmiercią, podejrzewając go o nieczyste intencje wobec Éowiny.

#### Następca tronu
Théoden nakazał uwolnić siostrzeńca, gdy został uzdrowiony przez Gandalfa (2 marca 3019 roku). Monarcha mianował go wtedy następcą tronu, albowiem jego syn, Théodred, poległ wcześniej w pierwszej bitwie u brodów na Isenie. Wtedy też syn Éomunda objął faktyczną, bo bez oficjalnej nominacji, funkcję pierwszego marszałka Marchii. Następnie brał udział w bitwie o Rogaty Gród. Po tym zwycięstwie towarzyszył wujowi i Gandalfowi w spotkaniu z pokonanym Sarumanem w Isengardzie. Po przeglądzie wojsk Rohanu w Dunharrow ruszył u boku monarchy na odsiecz Minas Tirith.

#### Król Rohanu
Uczestnicząc w wielkiej bitwie na polach Pelennoru, po śmierci króla Théodena, objął przywództwo nad Rohirrimami. Jako jeden z wodzów Armii Zachodu brał następnie udział w ostatniej batalii pod Morannonem. Po pokonaniu Saurona, uczestniczył w uroczystościach na polach Cormallen i koronacji króla Elessara.

### Rządy w Czwartej Erze
Objąwszy tron Rohanu, Éomer okazał się dobrym władcą. Zapoczątkował Trzecią Dynastię Rodu Eorla. Panował do końca swego życia, przez sześćdziesiąt cztery lata, najdłużej ze wszystkich dotychczasowych władców Marchii, z wyjątkiem Aldora. Królestwo w tym czasie rozkwitało, (...) ludność w dolinach i na równinie wzrosła w dwójnasób, stadniny mnożyły się wielokrotnie. Éomer uporządkował również sprawy wewnętrzne państwa. Odnowił też wobec króla Elessara przysięgę Eorla i wspierał Zjednoczone Królestwo Arnoru i Gondoru w konfliktach z jego wrogami.
W 3021 roku Trzeciej Ery, poślubił Lothíriel, córkę księcia Dol Amrothu Imrahila, z którą miał syna, Elfwina Pięknego, następnego króla Rohanu.
Podczas Wojny o Pierścień, Éomer blisko zaprzyjaźnił się z Aragornem, Imrahilem i Meriadokiem Brandybuckiem. Ten ostatni był obecny w Edoras w ostatnich miesiącach jego życia i przy łożu śmierci monarchy.
Monarcha nosił przydomek Éading – Możny, Hojny. Jego orężem był miecz Gúthwinë. Zwykle, zamiast pióropusza, nosił na hełmie biały, koński ogon.

### Imię
Imię Éomer, podobnie jak przydomek Éading, użyte przez Tolkiena, by „zastąpić” język rohirricki, pochodzi ze staroangielskiego, éomer znaczy sławny za sprawą koni, natomiast éading – hojny, możny.

## Ekranizacja Petera Jacksona
W ekranizacji Władcy Pierścieni, w reżyserii Petera Jakcsona, w rolę Éomera wcielił się Karl Urban. Pojawia się w filmach Dwie wieże i Powrót króla. Losy filmowej postaci, szczególnie w drugiej części filmowej trylogii, różnią się od literackiego pierwowzoru.

### Wersja kinowa
W Dwóch wieżach Éomer po raz pierwszy pojawia się, gdy przywozi ciężko rannego Théodreda do Edoras. Następnie usiłuje nakłonić króla Théodena do stawienia oporu Sarumanowi, lecz Gríma skutecznie to uniemożliwia, co więcej skazuje siostrzeńca monarchy na banicję. Éomer, na czele swego oddziału udaje się na północ. Po drodze rozbija oddział orków, z którego udaje się uciec Pippinowi i Merry’emu, i spotyka Aragorna wraz z Gimlim i Legolasem (scenarzyści mocno skrócili ten epizod w stosunku do powieści). Z powrotem do Rohanu sprowadza go Gandalf. Razem udaje się im zdążyć na odsiecz Helmowego Jaru i przesądzić o wyniku bitwy na korzyść Rohirrimów.
W Powrocie króla nie wprowadzono większych zmian w porównaniu do powieści. Éomer cały czas towarzyszy Théodenowi – w Isengardzie, Edoras i Dunharrow. Bierze udział w batalii na polach Pelennoru, a później walczy na czele Rohirrimów pod Morannonem. Jest też obecny na koronacji Aragorna.

### Wersja reżyserska
Wersja reżyserska obu filmów, wydana na DVD, zawiera kilka scen więcej z udziałem Éomera.
Dwie Wieże
- odnalezienie na pobojowisku Théodreda;
- scena wygnania jest wzbogacona o epizod w którym Gríma pokazuje Éomerowi pisemny nakaz banicji.

Powrót Króla
- podczas uczty w Edoras obserwuje rywalizację Legolasa i Gimlego w piciu piwa;
- krótka rozmowa w Dunharrow z Éowiną o wojnie, jako zajęciu mężczyzn;
- w postoju podczas marszu na odsiecz Minas Tirith informuje Théodena o tym, co zaobserwowali zwiadowcy;
- po bitwie na polach Pelennoru odnajduje na pobojowisku Éowinę i rozpacza, następnie zaś obserwuje, jak Aragorn uzdrawia jego siostrę.